# 미국 수정 헌법 제4조
미국 수정 헌법 제4조(The Fourth Amendment 또는 Amendment IV)는 국민의 사생활 침해를 막는 법을 제정해 놓은 것으로, 정부에 의한 부당한 수색, 체포, 압수에 대하여 신체, 가택, 서류 및 동산의 안전을 보장받는 국민의 권리는 침해될 수 없다는 것을 기본 골자로 하고 있다. 사인에 의한 부당한 수색, 체포, 압수 등에는 적용되지 않는다.

## 전문
제4조는 체포·구속·압수·수색에 대한 조항이다.
불합리한 압수와 수색에 대하여 신체,주거,서류,물건의 안전을 확보할 국민의 권리는 침해되어서는 아니된다. 선서나 확약에 의하여 상당하다고 인정되는 이유가 있어 특별히 수색할 장소와 압수할 물건, 체포·구속할 사람을 특정한 경우를 제외하고는 영장은 발부되어서는 아니된다.
The right of the people to be secure in their persons, houses, papers, and effects, against unreasonable searches and seizures, shall not be violated, and no Warrants shall issue, but upon probable cause, supported by Oath or affirmation, and particularly describing the place to be searched, and the persons or things to be seized.